# Dzierżawa nieruchomości z Zasobu Własności Rolnej Skarbu Państwa
Dzierżawa nieruchomości z Zasobu Własności Rolnej Skarbu Państwa (Dzierżawa nieruchomości z ZWRSP) – sposób użytkowania gruntów rolnych na ziemiach nie będących własnością użytkownika, za opłacanie określonego czynszu dzierżawnego.
Dzierżawa jest stosunkiem prawnym, na mocy którego dzierżawca użytkuje cudzą rzecz za zapłatę tenuty dzierżawnej.

## Dzierżawa nieruchomości z ZWRSP
Według Kodeksu cywilnego z 1964 r. przez umowę dzierżawy wydzierżawiający zobowiązuje się oddać dzierżawcy rzecz do używania i pobierania pożytków przez czas oznaczony lub nieoznaczony, a dzierżawca zobowiązuje się płacić wydzierżawiającemu umówiony czynsz.
Ustawą z 2016 r. o wstrzymaniu sprzedaży nieruchomości Zasobu Własności Rolnej Skarbu Państwa (ZWRSP) oraz o zmianie niektórych ustaw wprowadzono szereg odrębności od uregulowań kodeksowych, w szczególności dotyczących doboru dzierżawcy, trybu zawierania umów dzierżawy oraz ustalania ich warunków, w tym czynszu, okresu obowiązywania czy ustania stosunku dzierżawy. Ustawą wstrzymano także sprzedaży określono nieruchomości ZWRSP na okres 5 lat.

## Kryteria bycia dzierżawcą gruntów rolnych ZWRSP
Aby zostać dzierżawców gruntów ZWRSP trzeba mieć status rolnika indywidualnego, czyli:
- co najmniej 5 lat zamieszkiwać w gminie, na obszarze której jest położona jedna z nieruchomości rolnych wchodzących w skład gospodarstwa rolnego oraz w innej gminie przez okres bezpośrednio poprzedzający zmianę miejsca zamieszkania, jeżeli w gminie tej jest albo była położona jedna z nieruchomości rolnych wchodzących w skład tego gospodarstwa rolnego, przy czym dowodem potwierdzającym zamieszkanie w gminie przez jest dokument określający zameldowanie na pobyt stały w rozumieniu przepisów o ewidencji ludności i dowodach osobistych;
- posiadać kwalifikacje rolnicze;
- osobiście prowadzić gospodarstwo rolne, o powierzchni łącznej mniejszej niż 300 ha użytków rolnych, przez okres co najmniej 5 lat. Wymóg ten nie dotyczy rolników, którzy w dniu ogłoszenia wykazu nieruchomości Zasobu przeznaczonych do dzierżawy mają nie więcej niż 40 lat lub realizują warunki określone w decyzji o przyznaniu pomocy w rozpoczęciu działalności gospodarczej na rzecz młodych rolników ze środków Europejskiego Funduszu Rolnego na rzecz Rozwoju Obszarów Wiejskich w ramach PROW na lata 2014–2020;
- nie posiadać zaległości z tytułu zobowiązań finansowych wobec KOWR, Skarbu państwa, jednostek samorządu terytorialnego, Zakładu Ubezpieczeń Społecznych lub Kasy Rolniczego Ubezpieczenia Społecznego;
- nieruchomość wystawiana do przetargu położona jest w gminie zamieszkania rolnika lub w gminie graniczącej z tą gminą.

### Poziom wykształcenia dzierżawców gruntów rolnych
Według rozporządzenie Ministra Rolnictwa i Rozwoju Wsi z 2012 r. w sprawie kwalifikacji rolniczych posiadanych przez osoby wykonujące działalność rolniczą za odpowiednie kwalifikacje rolnicze uznaje się:
- wykształcenie rolnicze zasadnicze zawodowe, średnie lub wyższe;
- tytuł kwalifikacyjny lub tytuł zawodowy, lub tytuł zawodowy mistrza w zawodzie przydatnym do prowadzenia działalności rolniczej i co najmniej 3-letni staż pracy w rolnictwie;
- wykształcenie wyższe inne niż rolnicze i co najmniej 3-letni staż pracy w rolnictwie, albo wykształcenie wyższe inne niż rolnicze i ukończone studia podyplomowe w zakresie związanym z rolnictwem, albo wykształcenie średnie lub średnie branżowe inne niż rolnicze i co najmniej 3-letni staż pracy w rolnictwie;
- wykształcenie podstawowe, gimnazjalne, zasadnicze zawodowe lub zasadnicze branżowe inne niż rolnicze i co najmniej 5-letni staż pracy w rolnictwie.

## Wysokość czynszu dzierżawnego gruntów ZWRSP
Według rozporządzenia Ministra Rolnictwa i Rozwoju Wsi z 2016 r. w sprawie sposobu ustalania wysokości czynszu dzierżawnego w umowach dzierżawy nieruchomości ZWRSP, przyjęto czynsz jako równowartość pieniężna odpowiedniej ilości pszenicy. Cenę pszenicy przelicza się według średniej krajowej ceny skupu pszenicy wskazanej przez prezesa Głównego Urzędu Statystycznego.
| Okręg podatkowy | Klasy gruntów ornych | Klasy gruntów ornych | Klasy gruntów ornych | Klasy gruntów ornych | Klasy gruntów ornych | Klasy gruntów ornych | Klasy gruntów ornych |
| Okręg podatkowy | I                    | II                   | IIIa                 | IIIb                 | IVa                  | IVb                  | V                    |
| --------------- | -------------------- | -------------------- | -------------------- | -------------------- | -------------------- | -------------------- | -------------------- |
| I               | 11,1                 | 10,3                 | 9,4                  | 7,7                  | 6,3                  | 4,6                  | 2,0                  |
| II              | 10,3                 | 9,4                  | 8,6                  | 7,1                  | 5,7                  | 4,3                  | 1,7                  |
| III             | 9,4                  | 8,6                  | 8                    | 6,6                  | 5,1                  | 3,7                  | 1,4                  |
| IV              | 8,3                  | 7,7                  | 7,1                  | 5,7                  | 4,6                  | 3,4                  | 1,1                  |

| Okręg podatkowy | Klasy trwałych użytków zielonych | Klasy trwałych użytków zielonych | Klasy trwałych użytków zielonych | Klasy trwałych użytków zielonych | Klasy trwałych użytków zielonych |
| Okręg podatkowy | I                                | II                               | III                              | IV                               | V                                |
| --------------- | -------------------------------- | -------------------------------- | -------------------------------- | -------------------------------- | -------------------------------- |
| I               | 10                               | 8,3                              | 7,1                              | 4,3                              | 1,1                              |
| II              | 9,1                              | 7,7                              | 6,6                              | 4                                | 1,1                              |
| III             | 8,3                              | 7,1                              | 6                                | 3,4                              | 0,9                              |
| IV              | 7,7                              | 6,3                              | 5,4                              | 3,1                              | 0,9                              |

## Zmiana ustawy o sprzedaży nieruchomości ZWRSP
Ustawą z 2021 r. wydłużono z 5 lat do 10 lat okres wstrzymania sprzedaży nieruchomości wchodzących w skład Zasobu Własności Rolnej Skarbu Państwa.